# Hurikán Humberto (2001)
Hurikán Humberto byl středně silný hurikán, který v září 2001 zasáhl Atlantský oceán a na krátkou dobu i ostrovní stát Bermudy. Jednalo se 8. pojmenovanou bouři a 4. hurikán sezóny. Bouře se zformovala 21. září nad Atlantikem v oblasti mezi Portorikem a Bermudami a poté prošla zhruba 225 km západně od Bermud a ostrov tak zasáhla v době své největší intenzity. Po zeslábnutí větrů a ocitl se na hranici rozplynutí, nečekaně nad jihovýchodní částí Atlantické Kanady opět zesílil. Toto zesílení nemělo dlouhého trvání a Humberto se 27. září rozptýlil.
Do hurikánu bylo též vysláno značné množství pozorovacích letů, které poskytly mnoho informací ohledně stavby hurikánů.

## Postup
Hurikán Humberto vznikl z brázdy nízkého tlaku vzduchu, která se rozprostírala jihozápadně od hurikánu Gabrielle. Ten se předtím pohyboval nad Floridou a západním Atlantikem. Tlaková níže, ze které se hurikán vyvinul, se vytvořila 19. září. Oblačnost v této níži se začala pohybovat na západ a začala se formovat do kruhu. Patrně 21. září bouře po hluboké konvekci ve středu tlakové níže v oblasti mezi Portorikem a Bermudami překonala sílu tropické deprese a větry dosahovaly rychlosti až 63 km/h. První výstrahu týkající se této deprese vydalo Národní hurikánové centrum v 11 hodin místního času. Výstraha varovala před systémem nazvaným tropická deprese Ten (Tropical Depression Ten). Dále se bouře pohybovala na severozápad. Na satelitním snímku se deprese jevila jako dobře organizovaná oblačnost. Patrný byl např. odtok vzduchu či konvekce. Národní hurikánové centrum mělo ale problém s určením místa oka bouře. V systému ovšem panovaly nepříznivé podmínky, které měly za následek střih větru. Národní hurikánové centrum ale dále počítalo s intenzivněním bouře.
22. září se oblačnost dále silněji organizovala a po hlášení lovců hurikánů povýšilo Národní hurikánové centrum depresi na tropickou bouři Humberto. O den později, 23. září, se ve středu systému vytvořilo oko. Když se bouře přiblížila Bermudám, přibližně 285 km od ostrova, posílila na stupeň hurikánu 1. stupně a později, zhruba 225 kilometrů od ostrova v bouři řádily větry odpovídající 2. stupni hurikánu na Saffirově–Simpsonově stupnici hurikánů. 25. září došlo k výraznému zeslábnutí hurikánu, a to díky silným západním větrům v horní části systému a větry dosahovaly rychlosti okolo 120 km/h. Díky střihu větru a klesající teplotě vody v moři se Národní hurikánové centrum předpokládalo, že hurikán bude i nadále slábnout. Tato předpověď ale nevyšla a hurikán opět začal nabírat na síle. Systém se mírně zpomalil a oko hurikánu zvýraznilo. Náhle ale opět zrychlil a jeho větry dosahovaly rychlosti kolem 170 km/h, zatímco se pohyboval asi 320 km jihovýchodně od ostrova Sable.
Později se oko hurikánu zdeformovalo. Konvekce už nadále nebyla symetrická, a to díky chladnějším vodám Atlantiku a silnějším západním větrům. 27. září se systém začal rychle pohybovat na východ a zhruba 645 km od Newfoundlandu zeslábl na tropickou bouři. Oblačnost pak změnila svůj tvar a protáhla se. Později v tentýž den cirkulace oblačnosti zmizela a oblačnost se dostala do otevřených prostor Atlantiku.
Do bouře byly vyslány celkem 3 průzkumné lety, přičemž každý z nich trval 3 dny. Tyto lety byly pořádány za účelem zisku dalších údajů pro lepší předpovědi hurikánů.

## Následky

Hurikán Humberto

Během průchodu hurikánu Humberto kolem Bermud, Národní hurikánové centrum vydalo výstrahu určenou to tamní obyvatele, aby sledovali vývoj bouře, dokud bezpečně neprojde kolem ostrova. Nakonec Bermudy čelily větrům o rychlosti 44 km/h s nárazy až 69 km/h. Spadlo zde asi 4,3 cm srážek.
Hurikán jinak zasáhl pouze 2 lodě, obě byly ale daleko od oka systému. Na pobřeží New Jersey byly vlivem hurikánu zaznamenány vysoké vlny. Během řádění hurikánu bylo vydáno několik dalších výstrah, např. pro přímořskou oblast Newfoundlandu, nakonec ale Atlantickou Kanadu hurikán nepostihl.
Celkově nebyly hlášeny žádné oběti či škody.

## Zajímavosti
Hurikán Humberto mírně zkomplikoval pokus dvou mužů o rekord v plachtění, během něhož se snažili v rekordním čase přeplout z New Yorku do Melbourne. To se jim nakonec podařilo a rekord překonali o 28 hodin.